# Mariano Ondo
Mariano Ondo Monsuy Angong (Ayene, 29 de junho de 1999 – Malabo, 14 de setembro de 2022) foi um futebolista guinéu-equatoriano que atuava como lateral-direito. Representou a Guiné Equatorial nos escalões sub-23 e sénior.

## Carreira no clube
Ondo jogou futebol de clube para Cano Sport Academy e Shkupi. No momento de sua morte, ele era esperado para se juntar ao clube espanhol Rápido de Bouzas, depois que os problemas de papelada foram resolvidos com sucesso, ele havia treinado naquela equipe durante a temporada 2021-22 com visto de turista, o que o impedia de jogar.

## Carreira internacional
Ondo fez sua estreia internacional pela Guiné Equatorial em 2017.

## Morte
Ondo morreu enquanto treinava com a seleção nacional da Guiné Equatorial em 14 de setembro de 2022, aos 23 anos, após sofrer uma parada cardíaca.